# Robert Easter Jr.
Pour les articles homonymes, voir Easter (homonymie).
Robert Easter Jr est un boxeur américain né le 26 janvier 1991 à Toledo, Ohio.

## Carrière
Passé professionnel en 2012, il remporte le titre vacant de champion du monde des poids légers IBF le 9 septembre 2016 après sa victoire aux points contre le ghanéen Richard Commey. Easter conserve son titre le 10 février et le 30 juin 2017 en battant aux points Luis Cruz et Denis Shafikov. Il récidive le 20 janvier 2018 en battant aux points Javier Fortuna avant de perdre face à Mikey García lors d'un combat de réunification des ceintures WBC et IBF le 28 juillet 2018.

## Référence
1. ↑  (fr) l'américain Robert Easter champion du monde IBF des poids légers (lanouvellerepublique.fr)